# Centelles
Centelles – gmina w Hiszpanii, w prowincji Barcelona, w Katalonii, o powierzchni 15,42 km². W 2011 roku gmina liczyła 7282 mieszkańców. Położone jest w górnej dolinie rzeki Congost na południu comarca.